# Клугино-Башкирівка
Клугино-Башки́рівка — село в Україні, в Чугуївській міській громаді Харківської області. Населення становить 738 осіб. Орган місцевого самоврядування — Чугуївська міська рада.

## Географія
Село Клугино-Башкирівка розміщене на лівому березі річки Сіверський Донець, нижче за течією на відстані 3 км розташоване селище Малинівка, на протилежному березі — місто Чугуїв. Поруч проходить автомобільна дорога М03. До села примикає невеликий лісовий масив (сосна).

## Історія
- 1693 — дата заснування.
- 27 липня 1954 —1 липня 1989: 75-та гвардійська танкова дивізія

Станом на 15.04.2023 року у  селищі зруйнована школа,в ході російсько—української війни. 
Зруйнований будинок біля школи.

## Населення

### Мова
Розподіл населення за рідною мовою за даними перепису 2001 року:
| Мова            | Кількість | Відсоток |
| --------------- | --------- | -------- |
| російська       | 537       | 72.76%   |
| українська      | 190       | 25.74%   |
| вірменська      | 9         | 1.22%    |
| німецька        | 1         | 0.13%    |
| інші/не вказали | 1         | 0.13%    |
| Усього          | 738       | 100%     |

## Економіка
- Конструкторське бюро, філія Харківського конструкторського бюро з машинобудування ім. О.О. Морозова.
- Чугуївський військовий шпиталь.
- Військовий гарнізон Башкирівка, 92 окрема механізована бригада

У селі похований Демиденко Вадим Леонідович (1972-2014) — капітан Збройних сил України, учасник російсько-української війни.

## Об'єкти соціальної сфери

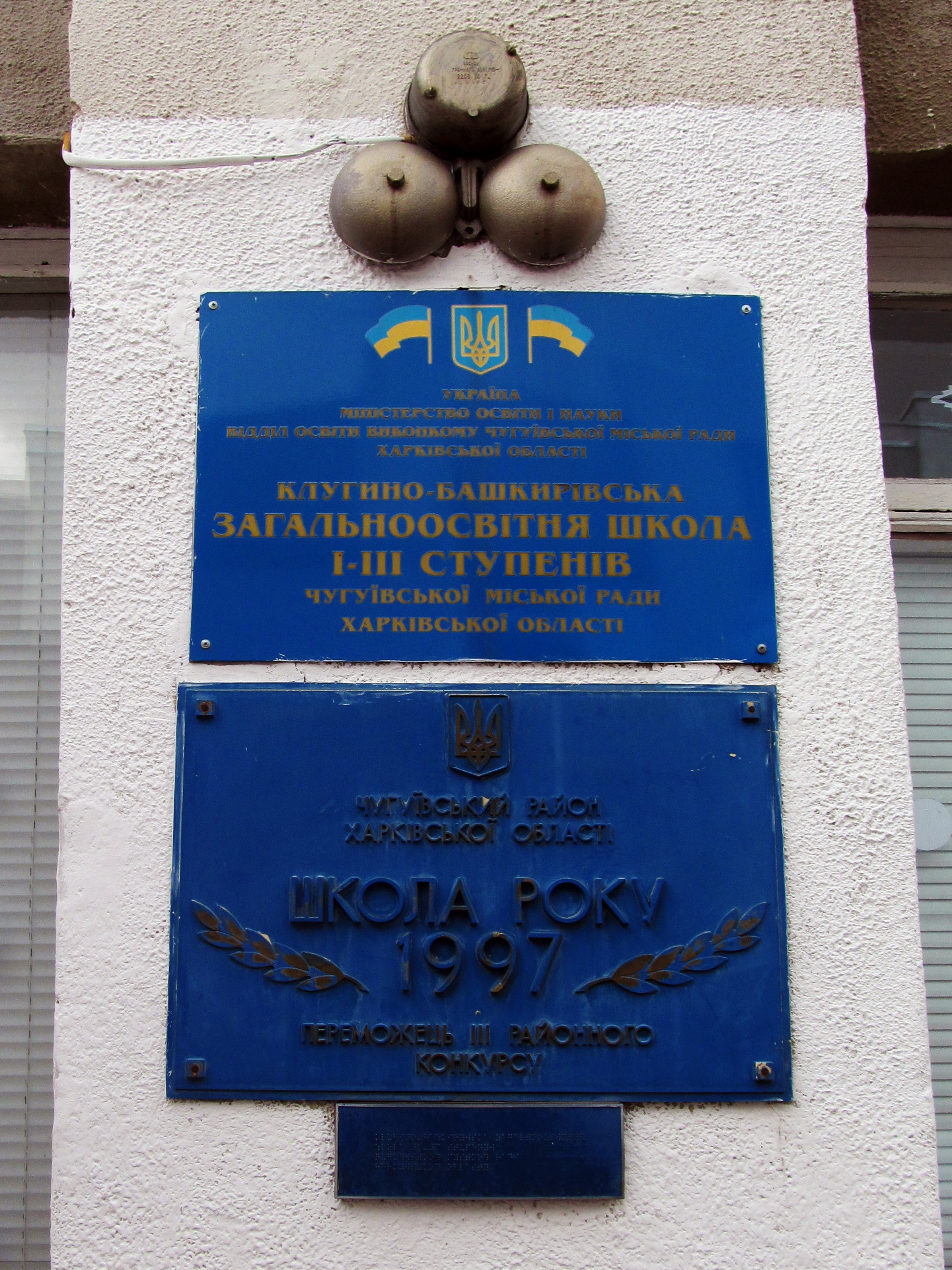
Клугино-Башкирівська загальноосвітня школа

- Клугино-Башкирівська загальноосвітня школа. У 1997 році була визнана переможцем районного конкурсу «Школа року».

## Пам'ятки
- Братська могила радянських воїнів. Поховано 46 воїнів.
- Танк Т-64 у в/ч А-0501.
- Пам'ятний хрест Царственим мученикам на території Храму на честь Святих Царствених мучеників.

## Відомі люди
- Зінченко Олександр Іванович (1907 —10.11.1943) — учасник Другої світової війни, майор, за особисту мужність і відвагу в боях удостоєний звання Герой Радянського Союзу з врученням ордена Леніна та медалі Золота Зірка (17.10.1943), помер від рани, отриманої в бою.
- М’ягкий Михайло Васильович (1922 —12.05.1943) — учасник Другої світової війни, за особисту мужність і відвагу удостоєний звання Герой Радянського Союзу й нагороджений орденом Леніна (посмертно) (04.06.1944).